# Trois scènes de l'histoire d'Esther
Trois scènes de l'histoire d'Esther est un tableau réalisé vers 1480 par le peintre florentin Sandro Botticelli et son élève Filippino Lippi. Cette tempera sur bois est le panneau central du deuxième des deux cassoni que ces artistes ont décorés avec la série de peintures appelée Scènes de l'histoire d'Esther, laquelle représente des passages de l'Ancien Testament consacrés à Esther. L'œuvre montre, de gauche à droite, la lamentation de Mardochée, l'évanouissement de la jeune Juive devant Assuérus et la vaine imploration du grand vizir Aman en vue de sauver sa vie. Elle est conservée dans les collections du musée du Louvre, à Paris, en France.